# Tejls (Sonik)
Lisac Majls „Tejls” Prauer (engl. Miles „Tails” Prower the Fox) jeste izmišljeni lik iz Seginog serijala video-igara i medijske franšize Sonic the Hedgehog. On je leteći lisac s dva dlakava repa i IQ-om od 300. Tejls ima samo 8 godina, ali je nadaren, snašan, telentovan i zaljubljen u tehnologiju i konstrukciju, te ima svoj helikopter (Tornado).
Tejls se rodio s dva repa, i zbog toga su ga siledžije napadale. Tejlsov jedini prijatelj bio je Sonik, kojega je slučajno pronašao. Sonik je Tejlsu pomogao da pronađe snagu i hrabrost. Od tada je Tejls pratio Sonika u avanturama i postao njegova desna ruka. Ali, u video-igri Sonic Adventure Tejls je postao hrabar i saznao da mu Sonik ne treba za sve, nakon čega je postao hrabriji.
Tajls je imao samo tri Japanska glasa u video-igrama (Kazuki Hajaši, Acuki Murata i Rio Harahaši), ali je imao šest Engleskih glasova (Kori Bringas, Konor Bringas, Vilijam Korkeri, Ejmi Palant, Kejt Higins i Kolin Ošansi).

## Dizajn i produkcija
U procesu razvoja video-igre Sonic the Hedgehog 2, tim programera zvan Sega Technical Institute (STI) hteo je uvesti novog lika u franšizu. Lika koji bi mogao biti Sonikov pomoćnik, i privuči nove igrače franšizi. STI je održao takmičenje gde su razni dizajneri morali smisliti novog lika. Pobednik bi bio Jasuši Jamaguči, originalni dizajner za Segin Sonic Team. Lik je trebao da bude „jako zadivljen Sonikom”. Ime mu je prvobitno bilo Majls Prauer (engl. Miles Prower), i to je paronomazija rečenice „miles per hour” (srp. milje po satu), kao referenca na Sonikvu brzinu. Iako je Jamaguči pobedio, Sega je promenila Majlsovo ime u „Tejls”. Jamaguči nije bio zadovoljan ovom odlukom, i zato je Sega odlučila da će „Majls” ostati legalno ime, dok će „Tejls” biti nadimak. Judži Naka je rekao da je lik trebao biti tanuki (pas koji je sličan rakunu koji je popularan u japanskom folkloru), i modelirali su ga po plišanoj igrački iz nagradnog automata. Jamaguči tvrdi da se Naka zbunio i mislio na drugi projekat, jer je od početka planirao da Tejls bude lisac. Tejls je dobio dva repa da mu više izraste ličnost. Tejls nije trebao imati beonjaču, samo okrugle crne oči i jedan rep. Jamaguči je zamislio Tejlsa s pet godina dok ga je dizajnirao, ali je Tejlskova zvanična dob osam godina. Takođe je dizajnirao Tejlsa s tri dlake koje izlaze s desne strane njegove glave, ali danas se te tri dlake nalaze na njegovom čelu.
Tejls se po prvi put pojavio u 8-bitnoj verziji video-igre Sonic the Hedgehog 2, i bio je prepoznatljiv po letenju. Igrači su njegov let mogli kontrolisati u video-igri Sonic the Hedgehog 3.

## Ličnost
Tejls je nežna srca, dobrodušan i odan lisac sa pozitivnim stavom. U početku je bio plah i tih, ali se tokom godina otvorio i postao hrabriji. Tejls nije tip osobe koji privlači pažnju na sebe, već je umesto toga uvek spreman i voljan da pomogne drugima ne tražeći ništa zauzvrat. Tejls ima izrazitu ljubav prema mehanici i najviše se nalazi kod kuće u svojoj radionici radeći na svom sledećem stvaranju. Uprkos svojim sjajnim veštinama, Tejls je vrlo skroman i misli da njegova postignuća nisu jako posebna. Tejls je s vremenom postao samopouzdaniji i smeliji, ali misli da će mu još uvijek trebati vremena dok ne postane sjajan heroj kao njegov idol Sonik. Sonik i Tejlsu imaju bratski odnos, iako nisu braća već najbolji prijatelji. Smatraju da su jači zbog svog prijateljstva, i vole ići na avanture zajedno, čak iako se često svađaju. Tejls ima bratski odnos sa mnogim drugim prijateljima kao Nakls (koji ga zna zadirkivati), Ejmi i Šadou.
Tejlsove veštine koje su često izražene su snaga i pamet. Tejls zna razne akrobatične trikove. Može da leti rotirajući svoje repove i manipularati repove da obavlja svakakve zadatke, kao uzimanje predmeta. Njegova pamet se pokazuje njegovim znanjem programiranja i konstruiranja, kao i velikim riječima koje koristi. U knjizi uputstva Sonic Heroes-a piše da je pametan. U mnogim igrama može da sam popravi razne sprave, kao helikoptere i elektroniku, i napraviti još više stvari, kao prevoditelj jezika Vispova.

### Izgled
Tejls ima žuto i belo krzno. Na čelu ima tri dugačke dlake i dva šiljasta uha koja su bela unutra. Njegove oči su okrugle i plave. Ima mali crni nos sa belom dlakavom njuškom. Njegov trbuh je beo i dlakav, i njegovi repovi su žuti, dlakavi i beli na vrhu. Kao Sonik, ima bele rukavice. Ima bele cipele sa jednom crvenom prugom. Visok je 80cm i težak 20kg.

## Uloga u video-igrama
Po datumu izlaska je Tejlsovo prvo pojavljivanje u video-igri bilo 16. oktobra 1992. u video-igri Sonic the Hedgehog 2, ali je hronološki (prema redu događaja u franšizi) njegovo prvo pojavljivanje bilo u Tails Adventure-u. U 16-bitnoj verziji Sonic-a 2 se Tejls mogao kontrolisati samo u režimu za više igrača, ali se takođe mogao kontrolisati u običnom režimu, iako ga kamera nije pratila. Po prvi put se Tejls mogao sam kontrolisati u video-igri Sonic 3 & Knuckles. Od početka je samo bio Sonikova pratnja i najbolji prijatelj, i radnja video-igara nisu pratile. Ali je su video-igri Sonic Adventure dobio svoju priču koju su igrači mogli pratiti i kontrolisati. U toj video-igri, Tejls uči da ne može zauvek pratiti Sonika, i nauči biti više samostalan i hrabar. U nastavku, Sonic Adventure 2, Tejls se kreće u robotu. Tejls se takođe pojavljuje u video-igrama kao mini-serijal Sonic Advance, Sonic Heroes, Shadow the Hedgehog, Sonic the Hedgehog (2006), mini-serijal Sonic the Hedgehog 4, Sonic Colours, Sonic Generations, Sonic Lost World, Sonic Forces i puno više. U video-igrama, igrač obično može kontrolisati Tejlsovu brzinu, let, i napade (kao skakanje, bacanje sprava, i mrdanje repova).

## U drugim medijima
Tejls se pojavljuje u crtaćima Adventures of Sonic the Hedgehog, Sonic the Hedgehog i Sonic Boom. U prva dva izgleda malo drugačije nego u video-igrama. Krzno mu je tamnije i izgleda manji nego pre. U Sonic Boom-u izgleda viši, sa svetlijim krznom, naočarama, pojasom i cipelama s trakama. Takođe se pojavljuje u istoimenom OVA-u, kao i u Sonikovom filmu. U oba filma izgleda slično Tejlsu u video-igrama, ali u OVA-u je malo manji, i u Sonikovom filmu je dlakaviji. Tejls koji se ponaša i izgleda identično sebi u video-igrama se pojavljuje u Animeu Sonic X, i stripovima o Sonic X-u. Šta se tiče štampanih medija, pojavljuje se u Shogakukanovoj mangi Sonic the Hedgehog, u Fleetway Publicationsovom stripu Sonic the Comic, u Archie Comicsovoj seriji stripova Sonic the Hedgehog i njenim spin-ofovima, i IDW Publishingovoj seriji stripova i njenim spin-ofovima.

## Popularnost i priznanja
Tejls je veoma popularan među fanovima franšize. Prema zvaničnoj anketi je treći najprepoznatljiviji lik franšize, nakon Sonika i Šadoua. U EGM-ovoj dodeli nagrada za video-igre 1992. je Tejls dobio nagradu za najboljeg novog lika. U Nintendovom zvaničnom magazinu bio je proglašen drugim najboljim likom franšize.